# シスプラス
『シスプラス』は、勇人による日本の漫画作品。スクウェア・エニックスの『増刊ヤングガンガン』、『増刊ヤングガンガンビッグ』、『月刊ビッグガンガン』を経て『ヤングガンガン』にて2015年No.5まで連載。
『はなまる幼稚園』や『いろは坂、上がってすぐ。』と同じ街を舞台としており、『シスプラス』の兄姉妹が出張している。

## あらすじ
とある商店街のイートイン付きのケーキ屋では、アマゾンへ幻の甘味料を探しに行った親達の代わりに、パティシエの兄と三姉妹が店を預かっていた。
妹のこととなると見境なくなる暴走パティシエお兄ちゃんとお兄ちゃん大好きな妹達の繰り広げる妹愛コメディー。

## 登場人物

### 兄妹
お兄ちゃん
本名不明。年齢不明。職業はパティシエ。両親不在（回想では「幻の甘味料を探しにアマゾンへ向かった」と語られている）のため、大学を中退して店と妹達を守っている。
3人の妹たちを溺愛するあまり、とんでもない暴走を繰り返す。そのためパティシエとしての能力はそこそこ高いにもかかわらず、客（特に女性）は引いている。心奏と詩穂が通う高校でも何か問題を起こしたらしく、モンスターペアレントとして警戒されている。妹の日記や下着などを勝手にチェックすることも多く、詩穂にはその点を嫌がられている。さらに妹と風呂に入ることを望んだり一緒に寝たいと思っていたりと過保護を通り越して変態的な部分が強いが、「妹は自分から進んで破廉恥なことはしない」とも考えてはいる。メイド服や妹の水着など女装（というより女性用の服を着る）をすることもたまにある。
一方で人（妹に限らず）を助けるために高い行動力や人格者な一面を見せることも多く、そうして多くの人を助けている。また仕事自体は妹がらみの暴力的な行動以外は非常にまじめに行っており、その姿は妹全員から「素敵」と言われている。そのため彼に思いを寄せる女性は割と多いのだが、本人は妹以外は眼中にない。と思われていたが瑞希だけは目が離せなくなっていく。
作中最強クラスの戦闘能力の持ち主で、ドアを蹴り破ったり上半身が筋肉で肥大化したり首をほぼ180度後ろへ回転させたりと人間離れした動きも目立つ。特に妹に関連したことになるとより強くなり、バレンタインデーに「自分に勝てた者には妹の作ったチョコレートをプレゼント、負けたら高額な自作チョコを買ってもらう」という企画を行って完全勝利した。しかし妹には手を出せない（回想では詩穂を殴ってしかりつけるコマもある）ため詩穂にはあっさり敗北している。2巻のおまけでは妹愛の師範に気迫だけで敗北した。
心奏（ここあ）
長女。高校3年生。O型。5月12日生まれ。身長162センチメートル、3サイズはB88 W60 H88。
いわゆる天然ボケで、おっとりした性格。兄の行動に対してまるで抵抗する様子を見せない。一緒に風呂に入ることにも躊躇いがない模様。日記を勝手に見ることにも気づいているが「誤字脱字のチェックをしてくれている」のだと思っている。その性格のため騙されやすい面もある。通学時、制服が汚れたからとメイド服で登校したことも。
ピンク色のロングヘアをしており、かなりの巨乳。お店の看板娘で、心奏狙いで通いつめる男性客が多いが、アプローチが行き過ぎて兄に制裁されることが多い。高校ではファンクラブが出来ている。
霊感が強く、他の兄妹と違って幽霊を見ることが可能（兄曰く「幽霊を助けるために神様が与えた心奏の使命」）。
当初は全幅の信頼は寄せてもブラコンと言えるほどではなかったが、姫苺の策略で兄がとある女性と一線を超えそうになったときは詩穂よりも早く部屋に突入し「お兄ちゃんは自分のだ」と発言するなど、単純に沸点が高いだけの模様。前述の件を踏まえると、主に依存心が強いと言える。
詩穂（しほ）
次女。高校2年生。A型。7月7日生まれ。身長158センチメートル、3サイズはB80 W58 H83。
姉妹の中では常識人で、兄の変態行動に対しきつく当たることが多く、その際の強さは兄を凌駕する。普段はそんな兄の姿に呆れているが、一方で兄に素直に接することができない自分にも悩んでいる。
茶髪のショートカットで、貧乳をかなり気にしている。海に泳ぎに行った時は合う水着がないためスクール水着で泳いだ。
声優「みうみう」として活動しており、妹キャラを多く演じている（ただ、本人は大人の女性を演じたいとも思っている）。当初は「恥ずかしいから」と姉妹と兄には内緒にしていたが、兄に自信を持つように諭されて現在では普通に接している。
実際の兄に対する感情は恋愛感情に近いレベルで、女性と接していると不機嫌になる。幼い頃から何だかんだで助けられていることもあり、幼い頃は「お兄ちゃんと結婚する」とも言っていた模様。新しい妹のスフレが家に来た際は、素直に愛情を見せて兄と仲良くなる彼女を見て嫉妬を募らせていった。止めとしてスフレと似た感じだったらしい昔の自分の話を持ち出すも、「昔の話だろ?」と笑顔で一蹴されたことにショックを受け、とうとう「私だってお兄ちゃんと結婚したい」という爆弾発言をやらかす（ついでに、後日結婚する夢を見た）。
姫苺（ひめか）
三女。小学5年生。AB型。12月10日生まれ。身長136センチメートル。唯一兄のことを「お兄さま」と呼ぶ。
小学生であるにもかかわらず行動力では兄に負けず、知恵もかなり回る。妹のために闘う兄の姿を鼻血が出る程好んでおり、そのために問題をさらにややこしくすることもある。小学生なのもあって、兄と風呂に入ることに抵抗はない（「シャンプーテクは癖になる」とのこと）。一方自分が楽しむためならば肉親を利用することにも全くためらいを見せず、姉や客に対して暴言を吐くこともある。兄を殴ることに快感を覚えたりと、サディストの気もある。女装した兄の姿にも萌えるなど、果てしない。
いわゆるオタク趣味やエロゲーなどにも理解があり、自作の発信機を兄にとりつけたり監視カメラをたやすくハッキングしたりと小学生とは思えない知識網と天才ぶりを発揮している。金にがめつく、前述のバレンタインデーの企画で大儲けして目を輝かせたり、妹型アンドロイドをオタクに売りつけて大もうけしようとした（プログラムに致命的な欠陥があったため失敗）。
髪型は水色のツインテール。小学生なので胸は未発達。他の姉同様に美少女らしく、撮影料2000円ポッキリで撮影会を行ったところかなりの客が集まっていた。
心奏狙いの客を兄と一緒に撃退するのが日常。兄と違い暴力的な行動に出ることは少ないが、陰湿な行動が多い。ただし心奏をロープで簡単に縛りあげている等、戦闘能力そのものは結構高い模様。
新たにできた妹のスフレには、当初兄を取られてやきもちを焼いていたものの、「おねえちゃん」と呼ばれてからはかなりべったり。行方がわからなくなったときは、兄に騎乗して探し回った。
スフレ
海外でできたらしい妹。南国あたりにいたのか、初登場時は色が黒くハイビスカスの花を頭に飾っていた。どこかしらの外国を指して「私の国」といい、日本語は「両親に習った」と発言しているので、養子である可能性がある。
基本的に素直だが遠慮がちな性格。心奏曰く、幼い時の詩穂に似ているらしい。優しくしてくれた兄に一晩でなつき、キスをしたりなど積極的に親愛を示したので兄はあっという間にメロメロになった。詩穂が上記の爆弾発言のせいで色々支障をきたしたときは自分のせいなのかと思うなど、幼いながらもかなり出来た性格。

### その他
梓
年齢不明。
お兄ちゃん目当てで店に日参しているが、ほとんど相手にされていない。そればかりか時折暴言を叩きつけられたり店番を任せられたりと散々な目にあってさえいるがそれでもお兄ちゃんを想い続けている。しかし、一度お兄ちゃんがゲイだと誤解し様々な男装（中には全く原形をとどめていないものもあった）をして通い詰めた際も悉く見破られており、一応覚えられてはいる模様。
結構なお嬢様で、お兄ちゃんのためにその財力を使って協力したこともある。「ロメオ」という名の犬を連れていることも多く、よく「ご主人様頑張って!」と応援されている。
実は『はなまる幼稚園』においても、ロメオの飼い主として僅かながら登場している。
瑞希（みずき）
同じ商店街のライバルケーキ屋のパティシエール。腕前はお兄ちゃんより上。
母親は不治の病で、父親が薬を探して世界放浪中のため、一人で店を切り盛りしている。ただ、女の子でお遊び感覚と言われるため、仕事中は男装しており、知らない女性客には大人気である。
普段はかなりのドジッ娘で、お兄ちゃんには妹だったら目が離せないと思われている。男装しているときはそういったドジな部分はほぼ無くなる。三姉妹は瑞希の男装を知っているが、お兄ちゃんは瑞希がパティシエに男装していることは知らない。妹や困っている人のために全力を尽くすお兄ちゃんには惹かれており、ある事件の後一緒に出掛けた際に自分のことを妹分ではなく女性として好きかと聞いてしまう。また、常連客の女の子の誤解を解くために立てた作戦が原因でお兄ちゃんにファーストキスを奪われている。破天荒で勝手な行動に幻滅したり呆れたりすることも多いが、最終的には好感度がアップして終わっていることが多い。
晶
瑞希の店に新たに雇われた店員。どう見ても美少女だが、れっきとした少年。瑞希の腕に惚れ込み、先生と呼んでいる。瑞希の性別のことは知っている。
破天荒な行動が目立つ上に商売敵であるお兄ちゃんにはあまりいい感情を持っていなかったが、ある一件で助けられてから気になるようになった模様。
ボス
日本に混乱をもたらさんと結成された秘密結社「アポカリプス」の女ボス。本名不明。20歳（自称）。
秘密結社の規模自体はかなり大きく、日本中の企業にスパイを潜り込ませ重要インフラを破壊することができるほどである。しかし妹のマユたんを溺愛しており、その行動原理は基本的に妹に相手にされないことへの八つ当たりか、妹に喜んでもらうための行動である。そのため同じく妹関連で暴走するお兄ちゃんとは気が合うことがあり、二人揃って姫苺の策に乗せられたことがある。ただし、お兄ちゃんに対して直接的な好意を寄せる描写は全くなく、むしろ敵対することの方が多い。
金髪のロングヘアで、結構スタイルはいい。詩穂の貧相なスタイルには同情を寄せていた。
本人に戦闘能力は皆無で、お兄ちゃんとタイマン勝負をしたときには一撃で敗北している。しかし、テロ組織だけあってダイナマイトや手榴弾といった本物の武器を所持している。祭りの屋台では無駄に技術を尽くして阿漕な仕掛けを作ったりもした。
悪の組織の構成員
ボスの部下。ボスのためにどんなくだらない作戦でも喜んで実行する間抜けな集団。
秘密基地を有しているが、警備は非常にザルでお兄ちゃんにあっさり侵入を許していたり、姫苺によって勝手に研究施設を作られている。全員男性らしく、ボスとともに温泉に入ろうとして殴られている。
初登場時は統一性のないハロウィンの仮装だったが、二度目の登場以降黒服にアルファベットの書かれた覆面をかぶっている。

### 他作品からの登場人物
土田直純（つちだ なおずみ）
『はなまる幼稚園』の主人公。モブキャラとして妹のさつきとともに何度か登場している。台詞は一切なし。
アニメ版『はなまる幼稚園』での声優は日野聡。
土田さつき（つちだ さつき）
『はなまる幼稚園』の登場人物。直純の妹で、他作品のキャラの中でも特に出番が多い。クリスマスは兄と過ごしたが、詩穂には兄を彼氏と勘違いされていた。兄のアパートに未だ通い続けており、兄から自立できない状況を危惧していることもある。
『はなまる幼稚園』の11巻では兄の勧めでケーキ屋のバイトをしていたところ、偵察に来た詩穂を助けるためにバイトを辞めて兄妹の店に協力した。このため本編に先駆けて兄妹と出会っている。
アニメ版『はなまる幼稚園』での声優は廣田詩夢。
小梅（こうめ）
『はなまる幼稚園』の登場人物。過保護な兄から自立できないかとさつきの付き添いで詩穂たちに相談にやってきた。
アニメ版『はなまる幼稚園』での声優はMAKO。
『はなまる幼稚園』からは他にも杏や柊も彼女の回想で登場している。

## 書誌情報
- 勇人『シスプラス』スクウェア・エニックス〈ビッグガンガンコミックス〉、全6巻
  1. 2012年2月25日発売[2]、ISBN 978-4-7575-3511-4
  2. 2012年7月25日発売[3]、ISBN 978-4-7575-3680-7
  3. 2013年3月25日発売[4]、ISBN 978-4-7575-3917-4
  4. 2013年11月25日発売[5]、ISBN 978-4-7575-4097-2
  5. 2014年8月25日発売[6]、ISBN 978-4-7575-4400-0
  6. 2015年3月25日発売[7]、ISBN 978-4-7575-4569-4